# Вомбжезно
Вомбжезно (пољ. Wąbrzeźno) град је у Пољској у Војводству кујавско-поморском. По подацима из 2012. године број становника у месту је био 14 114.
.

## Становништво
| 2012.  |
| ------ |
| 14 114 |